# Fissidens yucatanensis
Fissidens yucatanensis là một loài Rêu trong họ Fissidentaceae. Loài này được Steere mô tả khoa học đầu tiên năm 1935.